# اندیشه پویا
اندیشه پویا مجلّه‌ای مستقل در علوم انسانی است که از اردیبهشتِ ۱۳۹۱ به صورتِ دوماهنامه آغاز به کار کرد و در ادامه ترتیب انتشارش به ماهنامه تغییر کرد.
این نشریه به سردبیری رضا خجسته رحیمی منتشر می‌شود. صاحب امتیاز و مدیر مسئول این نشریه برات‌الله صمدی راد و مدیر امور اجرایی نشریه نیز فرید مدرسی است.